# 1894 في المملكة المتحدة
فيما يلي قوائم الأحداث التي وقعت خلال عام 1894 في المملكة المتحدة.

## سياسة

### تعيين في المنصب
- 5 مارس – أرشيبالد بريمروز رئيس وزراء المملكة المتحدة.

### انتهاء فترة المنصب
- 2 مارس – وليم غلادستون رئيس وزراء المملكة المتحدة، اللورد أمين الختم الكنيف [الإنجليزية]‏.

## رياضة
- 1 يناير – بطولة ويمبلدون 1894

## كتب
من الكتب التي صدرت هذه السنة في المملكة المتحدة:
- 1 يناير – سجين زندا من تأليف أنتوني هوب.
- 1 يناير – كتاب الأدغال من تأليف روديارد كبلينغ.
- 1 يناير – مذكرات شرلوك هولمز من تأليف آرثر كونان دويل.

## مواليد

### فبراير
- 4 فبراير – كيرلي ووكر
- 8 فبراير – جو فوكس
- 10 فبراير – هارولد ماكميلان سياسي بريطاني.

### مارس
- 7 مارس – فرانك هالفورد

### مايو
- 8 مايو – بنيامين غراهام
- 18 مايو – تشارلي بيل لاعب ومدرب كرة قدم اسكتلندي.

### يونيو
- 2 يونيو – لال هيلديتش لاعب ومدرب كرة قدم إنجليزي.
- 23 يونيو – إدوارد الثامن ملك المملكة المتحدة عسكري من المملكة المتحدة.

### يوليو
- 26 يوليو – ألدوس هكسلي

### سبتمبر
- 2 سبتمبر – جيمس ماكراي لاعب ومدرب كرة قدم اسكتلندي.
- 13 سبتمبر – جيه.بي بريستلي كاتب إنجليزي.

### أكتوبر
- 14 أكتوبر – موريس بونيان لاعب ومدرب كرة قدم إنجليزي.
- 22 أكتوبر – لو إدواردز
- 27 أكتوبر – جون لينارد جونز

### نوفمبر
- 21 نوفمبر – ماكس ميلر

### ديسمبر
- 28 ديسمبر – جو سيموندس ملاكم من المملكة المتحدة.

## وفيات

### مارس
- 24 مارس – فرني لوفت كاميرون (مواليد 1844) مستكشف من المملكة المتحدة.
- 31 مارس – وليم روبرتسون سميث (مواليد 1846)

### ديسمبر
- 3 ديسمبر – روبرت لويس ستيفنسون (مواليد 1850) أديب إنجليزي.
- 29 ديسمبر – كريستينا روسيتي (مواليد 1830) شاعرة إنجليزية.